# Oros Douskon, Oraiokastro, Dasos Meropis, Koilada Gormou, Limni Delvinakiou
Oros Douskon, Oraiokastro, Dasos Meropis, Koilada Gormou, Limni Delvinakiou este o arie protejată (arie de protecție specială avifaunistică — SPA) din Grecia întinsă pe o suprafață de 17.340 ha, integral pe uscat.

## Localizare
Centrul sitului Oros Douskon, Oraiokastro, Dasos Meropis, Koilada Gormou, Limni Delvinakiou este situat la coordonatele 39°59′31″N 20°29′33″E / 39.99192°N 20.492443°E.

## Înființare
Situl Oros Douskon, Oraiokastro, Dasos Meropis, Koilada Gormou, Limni Delvinakiou a fost declarat arie de protecție specială avifaunistică în octombrie 2002 pentru a proteja 37 de specii de animale.

## Biodiversitate
Situată în ecoregiunea mediteraneană, aria protejată nu include niciun habitat protejat.
La baza desemnării sitului se află mai multe specii protejate de  păsări (37): uliu cu picioare scurte (Accipiter brevipes), fluierar de munte (Actitis hypoleucos), ciocârlie-de-câmp (Alauda arvensis), fâsă-de-câmp (Anthus campestris), lăstunul mare (Apus apus), stârc cenușiu (Ardea cinerea), buha (Bubo bubo), șorecarul comun (Buteo buteo), caprimulg (Caprimulgus europaeus), șerpar (Circaetus gallicus), erete vânăt (Circus cyaneus), prepeliță (Coturnix coturnix), cristeiul de câmp (Crex crex), lăstun de casă (Delichon urbicum), ciocănitoare cu spate alb (Dendrocopos leucotos), ciocănitoare neagră (Dryocopus martius), egretă mică (Egretta garzetta), presură de grădină (Emberiza hortulana), șoim călător (Falco peregrinus), muscar-gulerat (Ficedula albicollis), Ficedula semitorquata, lișiță (Fulica atra), becațină comună (Gallinago gallinago), rândunică (Hirundo rustica), sfrâncioc roșiatic (Lanius collurio), Leiopicus medius, ciocârlie de pădure (Lullula arborea), cormoran mic (Microcarbo pygmaeus), grangur (Oriolus oriolus), vrabie negricioasă (Passer hispaniolensis), viespar (Pernis apivorus), Phalacrocorax carbo sinensis, ciocănitoare verzuie (Picus canus), corcodel mare (Podiceps cristatus), turturică (Streptopelia turtur), silvie porumbacă (Sylvia nisoria), Tachymarptis melba
Pe lângă speciile protejate, pe teritoriul sitului au mai fost identificate 2 specii de păsări.